# Judou
Judou (chinesisch 菊豆, Pinyin Jú Dòu) ist ein chinesisch-japanisches Filmdrama von Zhang Yimou aus dem Jahr 1990.

## Handlung
Eine chinesische Kleinstadt in den 1920er-Jahren: Yang Jin-Shan, Inhaber einer Färbemühle, hat sich eine neue junge Frau namens Judou gekauft. Seine beiden früheren Ehefrauen hat der impotente Despot zu Tode gequält, weil die Ehen jeweils kinderlos blieben. Neben Jin-Shan arbeitet auch sein Sohn Yang Tian Quing in der Färbemühle mit. Tian Quing ist nicht der wirkliche Sohn von Jin-Shan, den er „Onkel“ nennt, sondern wurde von ihm adoptiert. Nun erlebt er mit, wie Jin-Shan auch seine neue Frau zu foltern beginnt. Als er Judou erstmals sieht, verliebt er sich sofort in sie. Er beginnt, sie heimlich beim Waschen zu beobachten, und spricht sie auf ihre Verletzungen an. Sie entgegnet, dass sie gefallen sei. Später bemerkt sie, dass er sie beobachtet, und versucht zunächst, ihn daran zu hindern, entblößt sich jedoch schließlich bewusst für ihn. Sie fleht ihn später an, sie ihrem Schicksal zu überlassen, wisse sie doch, dass Jin-Shan sie bald töten wird.
Jin-Shan ist eines Tages außer Haus, da er für ein verletztes Pferd einen Arzt aufsuchen muss. Judou bietet sich Tian Quing an, der jedoch nicht darauf eingeht. Sie zieht ihn am nächsten Tag mit seiner Angst auf und verführt ihn. Bald ist Judou schwanger und weiß, dass Tian Quing der Vater ist. Jin-Shan jedoch glaubt, dass er der Vater des Kindes ist, und ist erfreut, als Judou einem Sohn das Leben schenkt. Das Kind erhält vom Familienrat der Yangs den Namen Tian-Bai.
Jin-Shan verunglückt eines Tages und ist von da an von der Hüfte abwärts gelähmt. Tian Quing und Judou leben ihre Beziehung innerhalb des Hauses nun offen aus. Judou offenbart Jin-Shan zudem, dass das Kind von Tian Quing ist. Als Jin-Shan daraufhin versucht, Tian-Bai zu erwürgen, befiehlt Judou Tian Quing, Jin-Shan zu töten. Der jedoch droht Jin-Shan nur, falls er seinem Kind oder seiner Geliebten je etwas antun werde. Nachdem Jin-Shan wenig später vergeblich versucht, die Färbemühle in Brand zu stecken, wird er von Tian Quing und Judou unter unwürdigen Bedingungen unter anderem in einer Rollbox in der Luft hängend „verwahrt“.
Judou zeigt sich mit der Zeit besorgt, da Tian-Bai nicht spricht. Tian Quing beruhigt sie, doch auch als Kleinkind sagt Tian-Bai kein Wort. Eines Tages versucht Jin-Shan gerade, Tian-Bai in ein Färbebecken zu stoßen und so zu töten, als der Junge ihn mit „Vater“ anspricht. Jin-Shan schließt ihn weinend in die Arme. Er lehrt ihn, dass Judou seine Mutter und Tian Quing sein Bruder sei. Judou kann ihrem Sohn nun nicht die Wahrheit sagen, wie sie es ursprünglich plante. Auch an Tian-Bais drittem Geburtstag genießt Jin-Shan die Demütigung Tian Quings, der im Familienkreis seinem „Bruder“ Tian-Bai als alleinigem Fortführer der Linie der Yangs huldigen soll.
Judou und Tian Quing führen heimlich ihre Beziehung fort, wenn Judou auch ständige Angst vor einer erneuten Schwangerschaft und vor einer Entdeckung durch den emotionslosen Tian-Bai hat. Sie stellt Tian Quing eines Tages vor die Wahl, Jin-Shan oder sie selbst zu töten, da sie das bisherige Leben nicht mehr aushalte. Er weist ihr Ansinnen zurück. Jin-Shan stirbt schließlich, als Tian-Bai ihn mit seinem Rollkarren versehentlich in ein Färbebecken stößt. Beim Anblick des ertrinkenden Jin-Shan lacht Tian-Bai erstmals. Judou wiederum wird von Tian Quing verdächtigt, Jin-Shan getötet zu haben, da er den Mord verweigert hatte. Der Familienrat beschließt der Tradition gemäß, dass Judou nicht noch einmal heiraten darf. Tian Quing wiederum muss die Färbemühle als Wohnstatt verlassen, um die Witwe Judou nicht ins Gerede zu bringen.
Einige Jahre später ist Tian-Bai zu einem schweigsamen Jugendlichen herangewachsen. Judou und Tian Quing treffen sich heimlich in der Mühle oder außerhalb. Tian-Bai redet nie mit Tian Quing, will jedoch einen Mann in der Stadt töten, der behauptet, Judou beim Sex mit einem Mann gesehen zu haben. Bei einem erneuten Treffen mit Tian Quing bricht Tian-Bai ihm die Nase. Judou reagiert entsetzt und offenbart ihrem Sohn, dass er gerade seinen Vater geschlagen habe. Wenig später schlafen Judou und Tian Quing in einer Höhle unterhalb der Färbemühle miteinander, in der es jedoch keine externe Luftzufuhr gibt. Tian-Bai findet beide ohnmächtig vor, bringt Judou auf ihr Zimmer und stößt Tian Quing in ein Färbebecken. Als dieser aus dem Becken steigen will, erschlägt Tian-Bai ihn, was Judou aus der Ferne schreiend sieht. Wenig später steht Judou allein in der Färbemühle, die sie angesteckt hat, und blickt emotionslos auf die immer höher schlagenden Flammen.

## Produktion
Judou beruht lose auf der Novelle Fuxi, Fuxi von Liu Heng aus dem Jahr 1988, wobei im Original Jin-Shan und Tian Quing tatsächlich Vater und Sohn sind, der Handlungsort keine Färberei ist und die Handlung mehrere Jahrzehnte umfasst. Judou entstand als chinesisch-japanische Koproduktion. Durch die Finanzierung der japanischen Produktionsfirma Tokuma stand Yimou nun besseres Equipment für den Dreh zur Verfügung. Es war daher der erste Film, bei dem Yimou keinen bereits abgelaufenen Film verwenden musste, sodass die Farben im Film erstmals seiner Vorstellung entsprachen. Ju Dou wurde im veralteten subtraktiven 3-Farben-Verfahren mit Dye-Transfer-Kopiertechnik gedreht, das dem Film besonders leuchtende Farben gibt. Während der Vorproduktionsphase des Films, in der Yimou auf Drehortsuche war, fand im Juni 1989 das Tian’anmen-Massaker statt, wodurch die Arbeit am Film für mehrere Monate unterbrochen wurde. Der Dreh konnte jedoch fortgesetzt werden, da die Behörden durch bereits abgeschlossene Verträge die Filmarbeiten nicht mehr verbieten konnten.
Judou kam am 21. April 1990 in die japanischen Kinos und lief im Mai 1990 durch den Einsatz der japanischen Geldgeber auch im Rahmen der Internationalen Filmfestspiele von Cannes. In China war der Film zwei Jahre lang verboten. China hatte den Film jedoch 1990 ins Rennen für einen Oscar in der Kategorie Bester fremdsprachiger Film geschickt und anschließend vergeblich versucht, die Einreichung zurückzuziehen. In Deutschland wurde der Film erstmals am 19. September 1991 im Kino gezeigt.

## Auszeichnungen (Auswahl)
Judou lief in Cannes 1990 im Wettbewerb um die Goldene Palme. Der Film gewann auf dem Chicago International Film Festival im selben Jahr den Gold Hugo als Bester Spielfilm. Auf der Semana Internacional de Cine de Valladolid wurde Zhang Yimou 1990 mit der Goldenen Ähre ausgezeichnet.
Judou wurde 1991 als erster chinesischer Film für einen Oscar in der Kategorie Bester fremdsprachiger Film nominiert. Ebenfalls 1991 gewann der Film einen Amanda als bester ausländischer Film. Im Jahr 1992 erhielt der Film den Cóndor de Plata des Verbands der argentinischen Filmkritiker und Filmjournalisten für den besten ausländischen Film.